# Manuel Palacios
Manuel Emilio Palacios Murillo (Quibdó, 13 febbraio 1993) è un calciatore colombiano, attaccante del Wuhan San Zhen.

## Carriera
Ha giocato nella prima divisione dei campionati colombiano, sudcoreano e cinese.